# Castillo de Alins del Monte
El castillo de Alins, del que actualmente solo quedan algunos restos, se erige sobre un promontorio rocoso que domina el lado norte de la localidad de Alins del Monte, en el municipio español de Azanuy-Alins (Aragón), al lado de la iglesia y del palacio del siglo XVI que cierra el acceso a la cia.
Se supone que el origen del castillo es de época islámica, cuando el castillo protegía el flanco del castillo de Calasanz, pero los restos actuales deben de ser de época feudal. Era de planta rectangular, de 16 por 5 metros, y se conservan un par de metros de altura de algunos muros, de mazonería y argamasa encofrada.